# 格拉德貝克
格拉德贝克（德語：Gladbeck，發音：[ˈɡlatbɛk] ⓘ）是德国北莱茵-威斯特法伦州明斯特行政区雷克灵豪森县的城市，面积35.97平方千米，2023年12月31日人口为75,799人。

## 友好城市
格拉德贝克与以下城市结为友好城市：
- 土耳其 阿拉尼亚
- 英格兰 恩菲爾德區
- 中国 抚顺市
- 法國 马克昂巴勒尔
- 奥地利 施韋夏特
- 波蘭 希隆斯克地區沃濟斯瓦夫